# Makhourédia Kouly Fall
Pour les articles homonymes, voir Makhourédia.
Makhourédia Kouly (Maxuraja Kuli en wolof) est le quatrième damel (souverain) du Cayor, un royaume pré-colonial situé dans l'ouest de l'actuel Sénégal. 

## Biographie
Succédant à son père Massamba Tako, il règne pendant dix ans, de 1600 à 1610.
L'un de ses frères, Biram Mbanga, lui succède.